# Arctocephalus philippii
L'otaria orsina delle Juan Fernandez (Arctocephalus philippii) è un'otaria orsina che si riproduce sulle isole Juan Fernandez, al largo delle coste del Cile. È la seconda specie più piccola di pinnipede (la strettamente imparentata otaria orsina delle Galapagos è ancora più piccola). Scoperta dal navigatore Juan Fernández nel sedicesimo secolo, questa otaria divenne nel secolo successivo bersaglio dei cacciatori di foche. Agli inizi del ventesimo secolo era divenuta quasi estinta, rimanendone soltanto 200 esemplari, ma da quando è stata messa sotto protezione il suo numero è cresciuto rapidamente. Ora si ritiene che intorno a queste isole ve ne siano 10.000.

## Descrizione
Queste otarie hanno un corpo relativamente robusto e un lungo, con un muso sottile e appuntito. Hanno una criniera di lunghi peli dalla parte superiore della testa alle spalle. I maschi adulti sono di colore marrone scuro o nero, ma i peli della criniera possono avere punte gialle o marroni. I maschi hanno anche un naso più grosso delle femmine e dei giovani, oltre ad essere più lunghi delle femmine adulte. Le femmine adulte hanno generalmente un colore marrone. I cuccioli nascono neri, ma diventano più chiari durante i primi anni di vita. I maschi hanno una lunghezza che varia da 150 a 200 cm e pesano circa 146 kg. Le femmine sono lunghe circa 240 cm e un pesano mediamente 50 kg.

## Riproduzione
Durante la stagione riproduttiva i maschi diventano molto territoriali e lottano per mantenere il loro territorio. Le femmine si accoppiano nel loro territorio con il maschio residente. La stagione riproduttiva si verifica nei mesi di novembre e dicembre. La gravidanza dura per poco meno di un anno. Le femmine danno alla luce un solo cucciolo, e ne hanno cura per circa 8-12 mesi.